# Bhutan Football Federation
Bhutan Football Federation (ang. Bhutańska federacja piłki nożnej, w skrócie BFF) to federacja należąca do AFC (FIFA) działająca w Bhutanie, regulująca reprezentację Bhutanu w piłce nożnej. Siedziba BFF znajduje się w Thimphu, stolicy Bhutanu.

## Stanowiska w Bhutan Football Federation
| Stanowisko              | Osoba              |
| ----------------------- | ------------------ |
| Prezydent federacji     | Ugen Dorji         |
| Wiceprezydent federacji | Tsering Dasho Gyom |
| Główny sekretarz        | Ugyen Wangchuck    |
| Trener reprezentacji    | Khare Basnet       |